# Calvados (băutură)

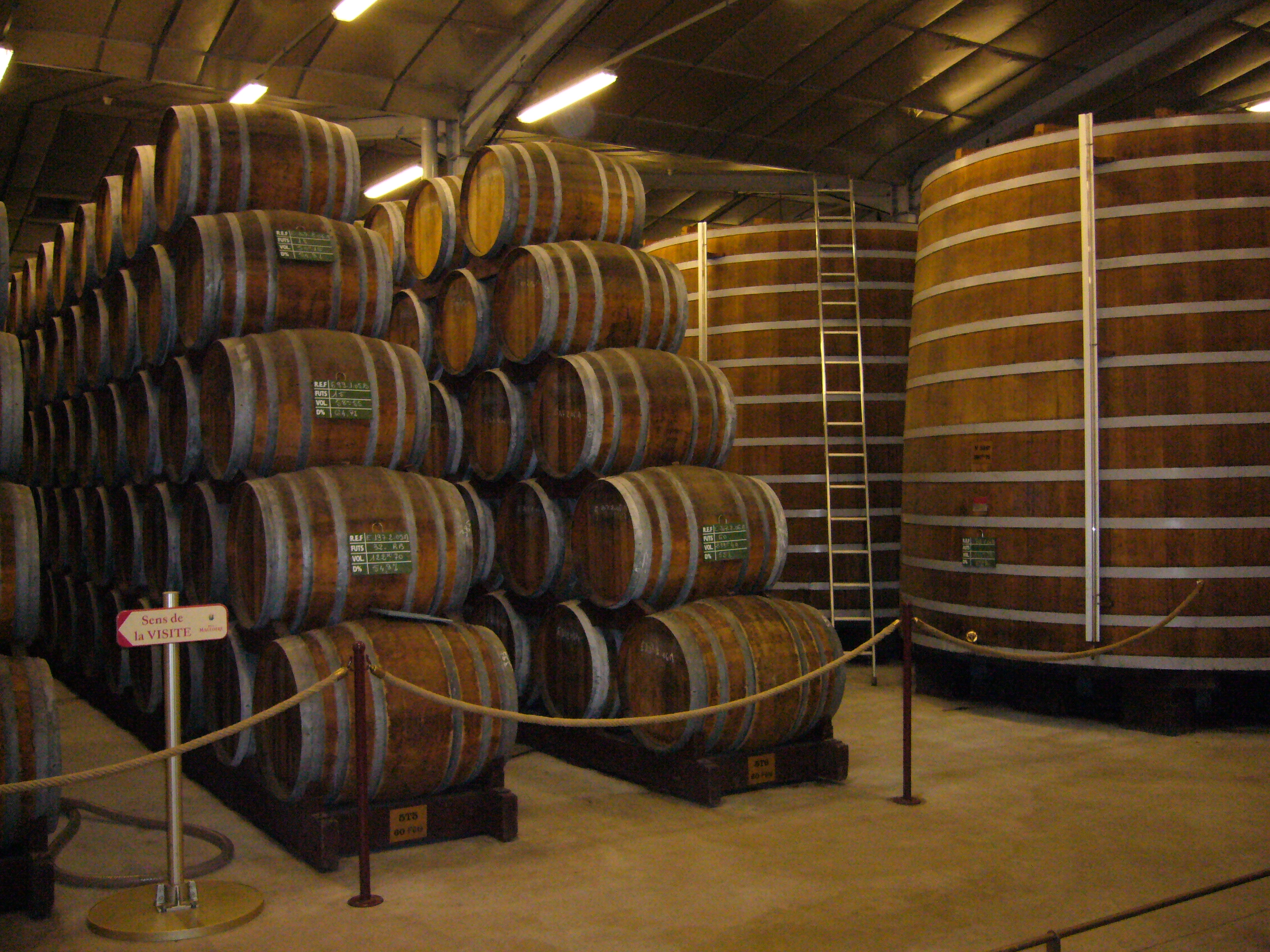
Butoaie de rachiu Calvados puse la învechit

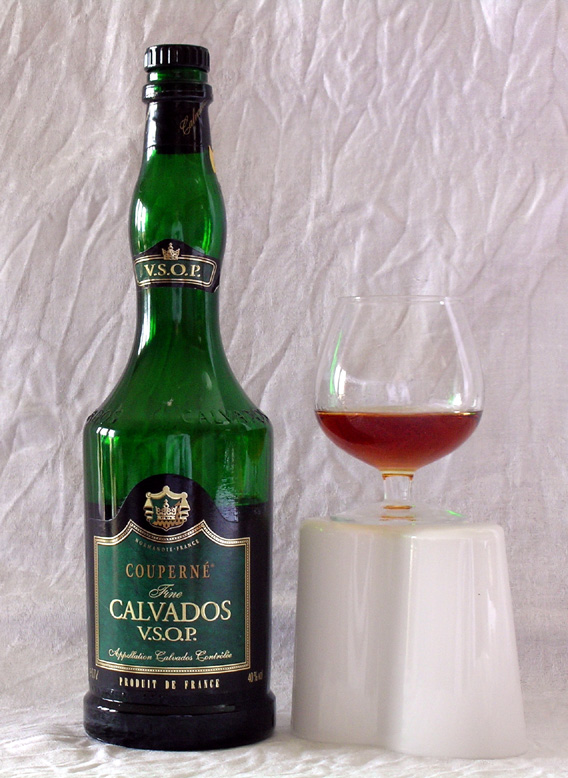
Indicaţia “VSOP” - Very Superior Old Pale se foloseşte pentru distilate învechite minim cinci ani

Calvados este denumirea unei băuturi alcoolice de tip rachiu, distilată din cidru  de mere și de pere.
Rachiul atfel obținut se lasă la învechit în butoaie din lemn de gorun sau de castan.
În Franța, cea mai mare parte din producția de cidru (85 - 90%) este supusă distilării pentru obținerea rachiului de mere învechit cunoscut sub numele de Calvados, nume preluat de la numele regiunii Calvados din Normandia de Jos.
Cidrul pentru Calvados se obține dintr-un amestec de soiuri de mere, având patru tipuri de gusturi: 15% dulce pentru zahăr și fermentare, 30% amărui pentru taninurile care îi conferă aroma, 40% dulce-amar și 15% acru pentru prospețime.
De la 1 ianuarie 2007, în Republica Moldova a fost interzisă utilizarea tuturor denumirilor străine, necaracteristice pentru vinificația moldavă, între care și calvados, cognac, șampanie).